# بنجامين أووسو
بنجامين أووسو (بالإنجليزية: Benjamin Owusu)‏ هو لاعب كرة قدم غاني في مركز الدفاع، ولد في 20 يوليو 1989 في أكرا في غانا، وتوفي في 10 نوفمبر 2010. لعب مع نادي بريشيا.